# Jonas Forssell
Carl Jonas Arne Forssell, född 7 december 1957 i Stockholm, är en svensk tonsättare. 
Forssell, som varit elev i Adolf Fredriks Musikklasser, studerade komposition och instrumentation vid Kungliga Musikhögskolan i Stockholm 1979–1982 för Hans Eklund och Arne Mellnäs, samt jazz och arrangering för Bengt-Arne Wallin. Forssell är själv klarinettist och saxofonist i olika genrer, inte minst som teatermusiker. Han har skrivit musik till uppsättningar vid Riksteatern och stadsteatrarna i Göteborg och Uppsala.
Åren 1996–1998 var Jonas Forssell konstnärlig chef för Norrlandsoperan och sedan 1999 är han tonsättare på heltid. Från 2006–2010 har han varit composer-in-residence på Malmö Opera, för vilken han komponerat operorna Träskoprinsessan, Death and the Maiden och Hemligheter. Såväl Trädgården som Hemligheter bygger på roman respektive libretto av Magnus Florin. Trädgården, om Carl von Linné, är ett beställningsverk, som uruppfördes på Drottningholms slottsteater 1999, något som inte skett sedan 1700-talet.
Jonas Forssell är son till författaren Lars Forssell.

## Priser och utmärkelser
- 1991 – Svenska Dagbladets operapris
- 1992 – Wolf-Ebermann-Preis

## Verk (urval)
- Hästen och gossen – opera i tre akter, 1988 (Libretto: Maria Sundqvist efter Sara Lidmans bok)
- Riket är ditt, 1991, opera  (Libretto: tonsättaren efter Kim Procopé)
- Kampen om kronan eller Gustav Vasa hade fyra söner, 1995 (Libretto: Mats Johansson)
- Prinsessan och månen – opera för små barn och stora i en akt, 1996 (Libretto: tonsättaren/Osnát Opatowsky-Wahlberg)
- Trädgården, 1999, opera om Carl von Linné (Libretto: Leif Janzon efter Magnus Florins roman)
- Stadsmusikanterna, 2003 (Libretto: Maria Sundkvist)
- Träskoprinsessan, 2007 (Libretto: Maria Sundkvist)
- Death and the Maiden, 2008 (Libretto: Ariel Dorfman)
- Hemligheter, 2011, opera om Emmanuel Swedenborg[2] (Libretto: Magnus Florin)